# 단재초등학교
단재초등학교(丹齋初等學校)는 대한민국 충청북도 청주시에 있는 공립 초등학교이다. 학교 이름은 독립운동가인 단재 신채호 선생의 호에서 유래되었다.

## 연혁
- 2019년 3월 1일 : 개교
- 2019년 5월 1일 : 교사 준공